# Hippotion joiceyi
Hippotion joiceyi är en fjärilsart som beskrevs av Clark 1922. Hippotion joiceyi ingår i släktet Hippotion och familjen svärmare. Inga underarter finns listade i Catalogue of Life.